# Miguel de la Grúa Talamanca
Miguel de la Grúa Talamanca y Branciforte (Palermo, 1750 körül – Marseille, 1812. június 1.) Branciforte I. őrgrófja, 1794 és 1798 között Új-Spanyolország alkirálya volt. Az utókor az egyik legkorruptabb alkirálynak tartja.

## Élete
1750 körül született a szicíliai Palermóban, a Carini hercegek családjában. Miután feleségül vette Manuel Godoy Álvarez de Faria egyik lánytestvérét, María Antoniát, számos rangot és pozíciót szerzett: az Aranygyapjas rend lovagja és kapitány-generális lett, 1794. július 12-étől Új-Spanyolország alkirályává nevezték ki, 1799. december 10-én pedig spanyol Grandeza rangot szerzett. Alkirályként sokak szerint olyan politikát folytatott, amely csak saját kapzsiságának kielégítését célozta, és általánosságban is rossz emlékeket hagyott maga után túlzott dicsőség- és nyereségvágya miatt. Meghatalmazottjává nevezte ki Contamina grófját, akinek házában a különféle pozíciókat árverés útján lehetett megszerezni. Az elődje, Juan Vicente de Güemes által megszüntetett tartományi milíciákat újraalapította, és ezek tisztségeit is gyakran pénzért árulta. A nép köreiben ezek miatt gúnyos anekdoták, karikatúrák és gúnyversek is terjedtek az alkirályról.
A Franciaország elleni háború ürügyén üldözte az alkirályság francia alattvalóit, javaikat elkobozva pedig újabb hatalmas vagyonokra tett szert. Amikor 1795-ben megkötötték a békét a franciákkal, De la Grúa igyekezett megakadályozni, hogy a békekötés híre elterjedjen, mivel ez sértette volna az ő személyes érdekeit is. Mexikóváros főterén fényes ünnepségek közepette felállíttatta IV. Károly lovas szobrát, és felavatták a fővárost Veracruzszal összekötő utat is. Kisebb lázadások is zajlottak, amikor Oaxacában és Tehuantepec térségében feketehimlő-járvány tört ki, és a járvány terjedésének megakadályozására katonai kordonnal választották el a fertőzött embereket a lakosság többi részétől. A lázadások ellenére az intézkedések hatékonynak bizonyultak: bár a járvány gyorsan végigsöpört Mexikón, túl sok áldozatot mégsem szedett.
Az 1796-ban kitört spanyol–angol háború újabb katonai intézkedések meghozását követelte meg. Az alkirály főhadiszállását Orizabában rendezte be: itt értesült arról a hírről, hogy helyére Miguel José de Azanzát nevezték ki alkirálynak. Azanza azonban csak két évvel később, 1798. május 31-én került ténylegesen ebbe a pozícióba. De la Grúa ezután visszatért Spanyolországba, ahol 1805-ben állami tanácsadóvá nevezték ki. A mexikói függetlenségi háború idején Joseph Bonaparte pártjára állt. 1812-ben hunyt el Marseille-ben.